# Бажан Платон Артемович
Плато́н Арте́мович (Арте́мійович) Бажа́н (нар. бл. 1880, с. Лютенські Будища, Зіньківський повіт, Полтавська губернія, Російська імперія — † 1966) — військовий топограф, старшина Дієвої армії УНР. Батько поета Миколи Бажана.

## Біографія

### Родовід
Походив із козаків Полтавщини. Його батько, Артем Бажан, був ковалем у селі Лютенські Будища (нині Зіньківського району Полтавської області), мав трьох синів. Старшому, Михайлові, дісталася кузня, молодший, Петро, став рахівником. А середущий, Платон, «вибився в люди», як із гордістю говорила його мати, Ганна Бажан . Він став офіцером.

### Кам'янецький період
Служив військовим топографом у 74-ому Ставропольському полку, дислокованому в Кам'янці-Подільському. Полк розміщувався у будинках колишнього францисканського монастиря.
У Кам'янці-Подільському доля з'єднала Платона Артемовича з Галиною Поржецькою, дочкою Аркадія Костянтиновича Поржецького — казначея у Кам'янці-Подільському. Родина ця — з дрібної української шляхти, інтелігентна і небагата.
Донька Алла Платонівна Бажан згадувала :
| «Батько зустрів маму — милу, тендітну гімназистку, полюбив її. П'ять років вони заробляли гроші, щоби внести в офіцерську касу. Без цього вкладу офіцер одружуватися не мав права, а допомогти їм було нікому. Одружилися вони в 1902 році. Це було щире, щасливе і вірне любові подружжя. Любов, взаємна повага і розуміння супроводили їх всі 52 роки спільного життя. Батько поважав матір і виховав нас у повазі та любові до неї». |
У Кам'янці-Подільському в Бажанів народилося двоє синів: 1904 року — Микола (майбутній поет), 1907-го — Валентин (майбутній перекладач і журналіст).
Військову службу поєднував із педагогічною: був учителем гімнастики в міському училищі .
Як свідчить архівний документ, датований 1909 роком, у Кам'янці-Подільському на вулиці Петербурзькій (нині Лесі Українки) «домоволодіння Варвари Миколаївни Скаржинської складається з двох кам'яних одноповерхових та одного кам'яного двоповерхового будинків. У нижньому поверсі двоповерхового будинку в чотирьох кімнатах квартирує із сім'єю офіцер-скарбник Ставропольського полку Платон Бажан» . Будинок зберігся до нашого часу. 25 жовтня 1988 року на цьому будинку (№26-А) відкрито меморіальну дошку Миколі Бажану.

### Уманський період

Родина Бажанів: Платон Артемович, Галина Аркадіївна, Микола, Валентин, Алла. Умань, 1913

Станом на 1 січня 1910 року Платон Бажан — штабс-капітан 74-го піхотного Ставропольського полку (Кам'янець-Подільський). Проте того ж 1910 року військову частину, в якій служив Платон Артемович, перевели до Умані, і сім'я Бажанів надовго оселилася там. Спочатку мешкали на вулиці Прорізній, що закінчувалася яром, потім переїхали у Штабний провулок (у радянські часи перейменований на Кінногвардійський).
В Умані сім'я Бажанів поповнилася третьою дитиною — донькою Аллою. Згодом вона так згадувала уманський період :
| «Біля нашої родини зібрався гурт друзів і знайомих з української інтелігенції: лікарі, вчителі, адвокати та деякі військові. В домі не було ні карт, ні вина. Хазяї та гості грали на піаніно, читали, сперечалися. Гарячі дискусії розгорялися навколо ідей Толстого, щирими шанувальниками яких були наші батьки». |
Учасник Першої світової війни. Останнє його звання в російській армії — підполковник .

### На службі в українській армії
1918 — старший діловод господарчої частини Військового міністерства УНР, згодом — Української Держави. Від травня 1919 року — у розпорядженні Військового міністерства УНР. Від 25 серпня 1919 року — старшина для доручень 2-го товариша Військового міністра УНР у справах постачання .

### Повернення в Умань
Після повернення в Умань працював завідувачем державного млина в селі Вороне. Це врятувало сім'ю Бажанів від голоду.
Згадує донька Алла Бажан:
| «Як колишнього офіцера царської армії, батька невдовзі заарештували та відвезли на станцію Христинівка, кілометрів за двадцять від Умані. Мати з Миколою не раз пішки, бо регулярного залізничного руху на той час не було, ходили туди в метелицю, по глибокому снігу. На фронті та в полку батька підлеглі любили й поважали, вибирали його депутатом і членом солдатської ради, і їхні свідчення і документи врятували його». |
Проте на Бажанів чекала інша неприємність: узимку від перегрітої грубки-«буржуйки» згорів їхній невеличкий триквартирний будинок — сухий, дерев'яний, обмазаний глиною. Довелося серед зими, в снігу, при морозі влаштовувати житло.
Улітку Бажанам дали нову квартиру, більш-менш пристойну, на вулиці Урбайліса, 33.

### У роки репресій
Із початком «великого терору» Платон Артемович зник з Умані та переховувався в Криму. Його сина Валентина Платоновича Бажана заарештували і випитували, якого кольору були петлиці в його батька — чи не жандармські. Драматично склалася й доля доньки. Алла Платонівна Бажан зустрічалася з популярним сатириком Юрієм Вухналем, але в листопаді 1936 року його ув'язнили, а влітку розстріляли. А коли вийшла заміж, узяли її чоловіка. Рятуючись від неминучого арешту, Алла Платонівна з чужим паспортом теж утекла до Криму .
Полегшення настало тільки в січні 1939 року, коли Миколу Бажана замість очікуваного арешту нагородили (з подачі Сталіна) орденом Леніна — за переклад поеми Шота Руставелі «Витязь у тигровій шкурі»). Це дало змогу Платонові Артемовичу з'явитися в Київ, де мешкав Микола Платонович. Платон і Галина Бажани поселилися в "Будинку робітників літератури" (Роліт) — у квартирі, виділеній синові-орденоносцю .
Галина Аркадіївна померла 6 жовтня 1955 року, Платон Артемович пережив її на 10 років — помер 1966 року  .